# NGC 2208
NGC 2208 je galaksija u zviježđu Kočijašu.

## Vanjske poveznice
- SEDS: NGC 2208